# Ấn Độ thuộc Đan Mạch
Ấn Độ thuộc Đan Mạch là một thuộc địa cũ của Đan Mạch (và cho đến năm 1814 Đan Mạch-Na Uy ở Ấn Độ. Các thuộc địa của Đan Mạch bao gồm thành phố Tranquebar ở Tamil Nadu, Serampore ở Tây Bengal và Quần đảo Nicobar.
Toàn bộ thuộc địa của Đan Mạch cuối cùng đã được Vương quốc Anh tiếp quản. Serampore được bán cho Anh vào năm 1839, Tranquebar vào năm 1845 và Quần đảo Nicobar vào ngày 16 tháng 10 năm 1869.

## Lịch sử
Thuộc địa Đan Mạch tại Ấn Độ được thành lập bởi một Công ty Ấn Độ Đan Mạch. Thủ đô là Pháo đài Dansborg ở Trankebar, được thành lập năm 1620.
Đan Mạch cũng thành lập các khu định cư sau:
- 1696-1722 - Odedevay Torre, trên bờ biển Malabar;
- 1698-1714 - Dannemarksnagor (nay là Gondalpara) ở phía đông nam của Chandanagore;
- 1752-1791 - Kozhikode;
- Tháng 10 năm 1755 - Fredericksnagor (nay là Serampore) ở Tây Bengal;
- 1754-1756 -Quần đảo Nicobar trực thuộc;
- 1763 - Balazor (trước đây bị người Đan Mạch chiếm đóng vào năm 1636-1643).

Năm 1789, Quần đảo Andaman trở thành thuộc địa của Anh. Trong Chiến tranh Napoléon, Anh đã tấn công các tàu Đan Mạch trên biển, làm đảo lộn thương mại. Từ tháng 5 năm 1801 đến tháng 8 năm 1802, cũng như từ năm 1808 đến ngày 20 tháng 9 năm 1815, Dansborg và Frederiksnagor bị Anh chiếm đóng.
Đan Mạch đã buộc phải bán Fredericksnagor (năm 1839) cho Anh, Trankebar (năm 1845, với giá 20 nghìn bảng) và chuyển Quần đảo Nicobar vào ngày 16 tháng 10 năm 1869.